# Емі Делоун
Емі Делоун (англ. Amy deLone; нар. 8 жовтня 1968) — колишня американська тенісистка.
Найвищу одиночну позицію світового рейтингу — 432 місце досягла 31 січня 1994, парну — 122 місце — 4 жовтня 1993 року.
Найвищим досягненням на турнірах Великого шолома було 2 коло в парному розряді.

## Фінали Туру WTA

### Парний розряд (0-1)
| Результат | Дата         | Турнір              | Рівень  | Покриття | Партнерка    | Суперниці                  | Рахунок  |
| --------- | ------------ | ------------------- | ------- | -------- | ------------ | -------------------------- | -------- |
| Поразка   | квітень 1993 | Джакарта, Індонезія | Tier IV | Тверде   | Еріка Делоун | Ніколь Арендт Крістін Кунс | 3–6, 4–6 |